# Piossasco
Piossasco (piemontiul: Piossasch) egy 18 042 lakosú község Torino megyében, Piemontban.

## Elhelyezkedése
Torinótól 20 km-re a Monte San Giorgio (836 méter) lábánál helyezkedik el. Természetes határai a Chisola és a Sangone folyók, területén áthalad még a Sangonetto mesterséges csatorna is.

Piossasco község Torino megye térképén

Szomszédos települések: Bruino, Cumiana, Rivalta di Torino, Sangano, Trana és Volvera.

## Történelem
Piossasco klímája különösen kedvező, ezért már a vaskortól kezdve alakultak itt települések. Piossasco nevének - asco végződése ligur eredetre utal.
Piossasco a középkorban jelentős volt, ezt három kastélya, a városfalak, az óváros és a San Vito templom is igazolja. Három középkori kastélya közül egy ma is tökéletes állapotban van. A másik két kastély közül az egyiket lerombolták az 1693-as Marsaglia-csata ( más néven orbassanoi csata) alatt; a harmadik építése pedig nem fejeződött be.

## Látnivalók
- A Monte San Giorgio Megyei Természetvédelmi Park
- Piazza San Vito és San Vito templom (11. század)
- San Francesco templom ( 17. század)
- Mulino kulturális központ

## Híres lakosok

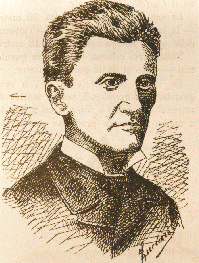
Alessandro Cruto

Alessandro Cruto piossascoi feltaláló kísérleteket folytatott a szintetikus gyémánt előállítására. Rájött, hogy a gyémánt kikristályosodott szén. Kísérletei során tiszta grafitszálhoz jutott, és felfedezte, hogy ezt a grafitszálat izzók készítéséhez lehetne felhasználni. Neki köszönhetően 1883. május 16-án Piosssasco lett az első európai város, amelyet izzólámpákkal világítottak ki.

## Testvérvárosok
- Cran-Gevrier, Franciaország (1991)

## Fordítás
- Ez a szócikk részben vagy egészben  a   Piossasco című olasz Wikipédia-szócikk fordításán alapul.  Az eredeti cikk szerkesztőit annak laptörténete sorolja fel. Ez a jelzés csupán a megfogalmazás eredetét és a szerzői jogokat jelzi, nem szolgál a cikkben szereplő információk forrásmegjelöléseként.